# 크라스노즈나멘스크 (모스크바주)

시 문장

크라스노즈나멘스크(러시아어: Краснозна́менск)는 러시아 모스크바주 중부에 위치한 폐쇄 도시로, 인구는 28,044명(2002년 기준)이다. 모스크바(러시아의 수도이며 모스크바 주의 주도이기도 함)에서 서쪽으로 40km 정도 떨어진 곳에 위치한다. 1981년 신설되었으며 1994년 이전까지는 골리치노-2(Голицыно-2)라는 이름으로 불리기도 했다. 러시아의 미사일 통제 센터가 들어서 있다.